# Isoa Domolailai
Pas d'image ? Cliquez ici

a Compétitions nationales et continentales officielles uniquement.

b Matchs officiels uniquement.
Dernière mise à jour le 9 avril 2018.
Isoa Ulago Domolailai, né le 13 janvier 1981 à Sigatoka (Fidji), est un joueur de rugby à XV et à sept fidjien. Il a joué en équipe des Fidji et évoluait au poste de deuxième ligne au sein de l’effectif du Tarbes Pyrénées rugby (2,05 m pour 140 kg) de 2007 jusqu'en 2018.

## Carrière

### En club
- 1999-2000 : Nadroga
- 2001 : Lautoka
- 2004 : Poverty Bay (3e division NPC)
- 2005-2006 : Northland (1re division NPC)
- Février-Avril 2006 : Calvisano (Super 10)
- 2006-2007 : RC Toulon
- 2007-2018 : Tarbes Pyrénées rugby

### En équipe nationale et Tarbes
Il a honoré sa première cape internationale en équipe des Fidji le 10 novembre 2001 contre l'équipe d'Italie. Il comptera 18 sélections en équipe nationale et une coupe du monde en 2007 en France.
Joueur doté d'un gabarit hors normes (2,05 m pour 137 kg), il est très mobile et met son équipe dans l'avancée grâce à sa puissance. Sa très bonne technique lui permet de se glisser dans le jeu avant trois quarts et de s'impliquer dans le jeu de mouvement. Il est perçu comme le symbole du Tarbes Pyrénées Rugby pour sa fidélité et sa contribution au club. Chouchou du public tarbais, Il est aussi le joueur qui a disputé le plus de matches sous le maillot du STADO depuis 2000 (210). En 2015, à 34 ans, il est contraint de mettre un terme à sa carrière de rugbyman pour des blessures récalcitrantes au genou après 8 saisons à Tarbes.
Il revient un an plus tard, en 2016 dans son club de cœur et de toujours rétrogradé en championnat de Fédérale 1. En 2017, à 36 ans il décide de prolonger l'aventure. Il raccroche définitivement les crampons en Juin 2018 à l'âge de 37 ans et après 11 saisons passées au club (record de l'ère professionnel).

## Palmarès
- 18 sélections en équipe des Fidji depuis 2001
- Sélections par année : 2 en 2001, 6 en 2005, 4 en 2006, 1 en 2007
- Sélectionné avec les Pacific Islanders lors de la tournée dans les Îles Britanniques en novembre 2006
- Équipe des Fidji de rugby à sept
- En coupe du monde :
  - 2007 : 1 sélection (Australie)

## Vie privée
Il est l'oncle du champion olympique de rugby à sept Apisai Domolailai.
Il est le frère ainé du troisième ligne Josefa Domolailai passé par Pau et Carcassonne.